# 国鉄タキ17500形貨車
国鉄タキ17500形貨車（こくてつタキ17500がたかしゃ）は、かつて日本国有鉄道（国鉄）及び1987年（昭和62年）4月の国鉄分割民営化後は日本貨物鉄道（JR貨物）に在籍した私有貨車（タンク車）である。
本形式と同一の専用種別車であるタキ14800形についても本項目で解説する。

## タキ17500形
タキ17500形は、カプロラクタム専用の35t 積タンク車として1969年（昭和44年）11月21日に3両（コタキ17500 - コタキ17502）、1971年（昭和46年）11月29日に1両（コタキ17503）の合計4両が日立製作所1社のみにて製作された。
記号番号表記は特殊標記符号「コ」（全長 12 m 以下）を前置し「コタキ」と標記する。
本形式の他にカプロラクタムを専用種別とする形式には、タキ14800形（後述）の1形式のみが存在した。
落成時の所有者は、住友化学工業の1社のみでありその常備駅は日豊本線の鶴崎駅であった。1973年（昭和48年）11月6日に全車4両（コタキ17500 - コタキ17503）が日本石油輸送へ名義変更された。
1979年（昭和54年）10月に制定された化成品分類番号では、90（有害性物質、危険性度合3（小））が標記された。
タンク体は二重構造であり、ステンレス鋼製の内タンクに耐候性高張力鋼製の（外タンク）で構成され、二つのタンク体の隙間はウレタン発泡断熱材が充填された。コタキ17500・コタキ17502の2両は1978年（昭和53年）2月2日より同年8月31日にかけて新たに新製されたタンク体に交換された。
荷役方式はタンク上部にある液出入れ管からの上入れ、上出し式である。荷降ろしの際には加圧窒素を併用した。
車体色は黒色、寸法関係は全長は11,920mm、全幅は2,754mm、全高は3,860mm、台車中心間距離は8,020mm、自重は19.0t、換算両数は積車5.5、空車1.8であり、台車はベッテンドルフ式のTR41Cであったが、コタキ17500・コタキ17502の2両はタンク体交換時に平軸受・コイルばね式のTR41DS-13に改造されている。

1987年（昭和62年）4月の国鉄分割民営化時には2両（コタキ17500・コタキ17502）がJR貨物に継承され、1995年（平成7年）度末時点では現存していたが、2001年（平成13年）4月に2両とも廃車となり同時に形式消滅となった。

## タキ14800形
タキ14800形は、カプロラクタム専用の35t 積タンク車として1969年（昭和44年）から1981年（昭和56年）にかけて9ロット34両（コタキ14800 - コタキ14833）が川崎重工業、三菱重工業、富士車輌の3社にて製作された。
記号番号表記は特殊標記符号「コ」（全長 12 m 以下）を前置し「コタキ」と標記する。
落成時の所有者は、宇部興産、三菱化成工業（現在の三菱化学）の2社であった。1984年（昭和59年）2月28日より1985年（昭和60年）2月28日にかけて三菱化成工業所有車5両（コタキ14816、 コタキ14830 - コタキ14833）が日本陸運産業（現在の日陸）へ名義変更された。
1979年（昭和54年）10月に制定された化成品分類番号では、90（有害性物質、危険性度合3（小））が標記された。
タンク体は、ステンレス鋼製で厚さ150mmのウレタン断熱材を巻き、薄鋼板製（又はステンレス鋼製）のキセ（外板）が設置された。
荷役方式はタンク上部にある液出入れ管からの上入れ、上出し式である。荷降ろしの際には加圧窒素を併用した。コタキ14803、コタキ14806、コタキ14823 の3両は1974年（昭和49年）8月1日に新たに新製されたタンク体に交換された。
車体色は黒色、寸法関係は全長は11,100mm、全幅は2,900mm、全高は3,930mm、台車中心間距離は7,300mm、自重は18.4t、換算両数は積車5.5、空車1.8であり、台車はベッテンドルフ式のTR41Cと平軸受・コイルばね式のTR41DS-13とコロ軸受・コイルばね式のTR213Cであった。
1987年（昭和62年）4月の国鉄分割民営化時には29両（コタキ14800、コタキ14802 - コタキ14807、コタキ14809 - コタキ14824、コタキ14828 - コタキ14833）がJR貨物に継承され、1995年（平成7年）度末時点では12両（コタキ14800、コタキ14803 - コタキ14806、コタキ14816、コタキ14822、コタキ14824、コタキ14830 - コタキ14833）が現存していたが、2007年（平成19年）10月に最後まで在籍した2両（コタキ14832・コタキ14833）が廃車となり同時に形式消滅となった。

### 年度別製造数
各年度による製造会社と両数、所有者は次のとおりである。（所有者は落成時の社名）
- 昭和44年度 - 30両
  - 川崎重工業 2両 宇部興産（コタキ14800・コタキ14801）
  - 三菱重工業 1両 三菱化成工業（コタキ14802）
  - 富士車輌 4両 宇部興産（コタキ14803 - コタキ14806）
  - 三菱重工業 14両 三菱化成工業（コタキ14807 - コタキ14820）
  - 川崎重工業 2両 宇部興産（コタキ14821・コタキ14822）
  - 富士車輌 4両 宇部興産（コタキ14823 - コタキ14826）
  - 川崎重工業 3両 宇部興産（コタキ14827 - コタキ14829）
- 昭和55年度 - 2両
  - 三菱重工業 2両 三菱化成工業（コタキ14830・コタキ14831）
- 昭和56年度 - 2両
  - 三菱重工業 2両 三菱化成工業（コタキ14832・コタキ14833）